# نهر موي
نهر موي (التايلاندية: mɛ̂ːnáːm mɤːj، البورمية: သောင် ရင်းမြစ်؛ S'gaw Karen: သူ မွဲ ကျိ)، وهو أحد روافد نهر سالوين. على عكس معظم الأنهار في تايلاند، يتدفق نهر موي شمالًا في إتجاه الشمال الغربي. ينبع من منطقة بوب فرا بمحافظة تاك، ثم يتدفق من الجنوب إلى الشمال عبر مناطق ماي سوت وماي رامات وتا سونغ يانغ، وأخيراً يدخل نهر سالوين داخل حدود منطقة سوب موي بمحافظة ماي هونغ سون.
يبلغ طول النهر 327 كيلومترًا (203 ميل). ينضم نهر يوام إلى ضفته اليسرى فقط 7 كيلومترات (4 ميل) قبل التقائه بنهر سالوين. تعيش العديد من أنواع الأسماك في مياهها، بما في ذلك سمك السلور الملقب بالعملاق النهري.

## الحدود الدولية
يقع جزءًا من نهر موي بين حدود تايلاند وميانمار. كان النهر مسرحًا للإشتباكات بين مليشيات تاتماداو وكارين. غالبًا ما يعبر سكان كارين النهر إما لدخول تايلاند كلاجئين أو للعودة إلى بورما.

## روابط خارجية
- تعرض منطقة ماي سوت لفيضانات بينما إجتاح نهر موي ضفافها